# Центавр (сузір'я)

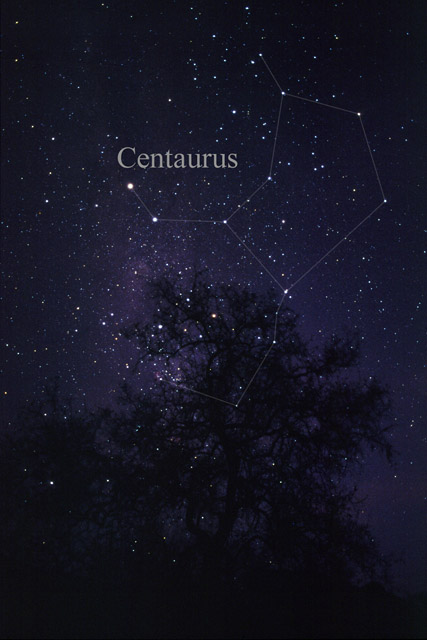
Центавр неозброєним оком.

Цента́вр, або Кентавр (лат. Centaurus) — сузір'я південної півкулі неба. Найкращі умови для спостережень у квітні-травні.

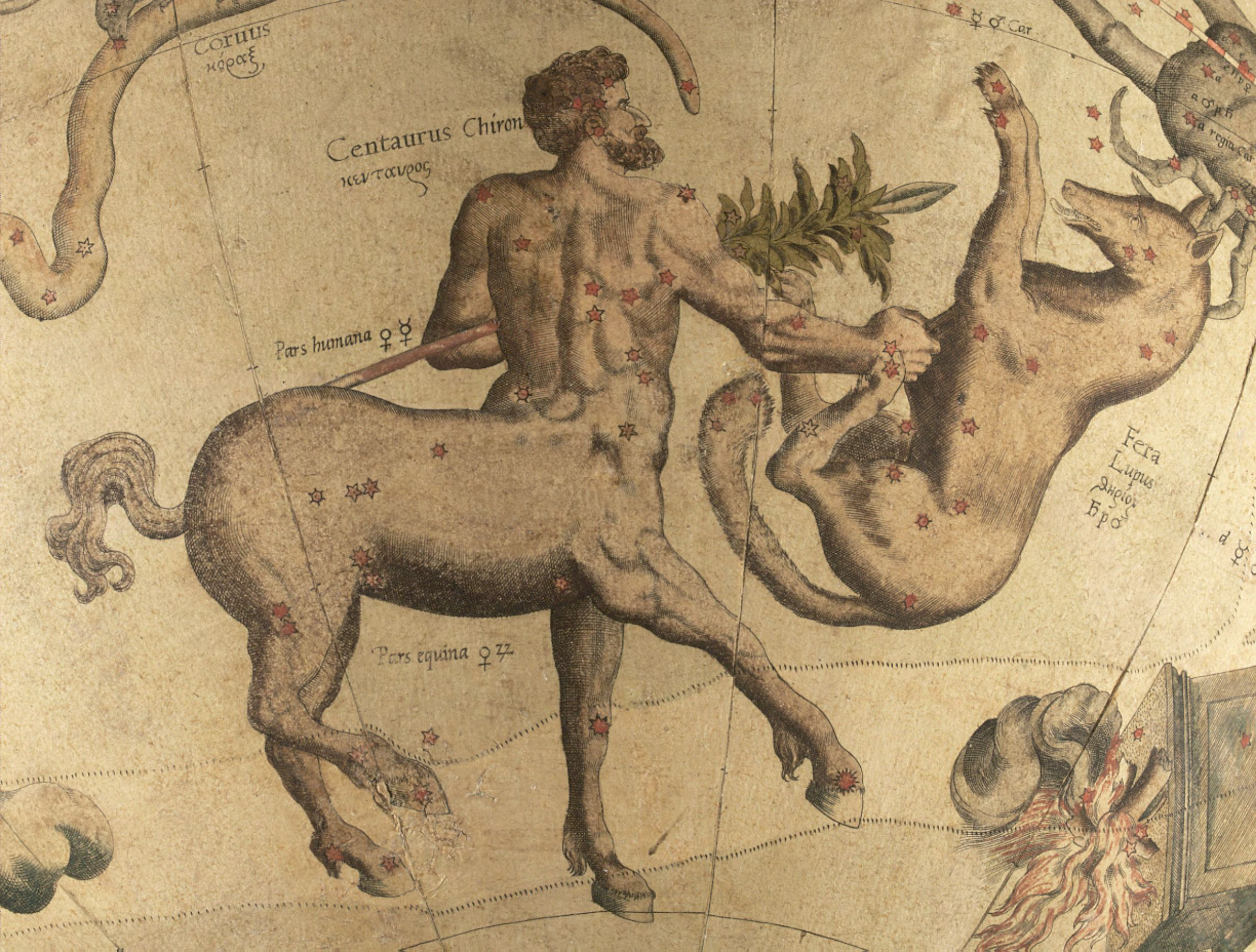
Зображення сузір'я Центавра поряд із Вовком на глобусі Герарда Меркатора, 1551

## Історія
Це одне з найпівденніших сузір'їв, відомих у давнину. Спочатку[коли?] до нього включали деякі[джерело?] зорі, з яких пізніше[коли?] утворене сузір'я Південний Хрест. За грецьким міфом, кентавр, який потрапив на небо, — це безсмертний мудрий кентавр Хірон, син Кроноса і німфи Філіри, знавець науки і мистецтва, вихователь грецьких героїв — Ахілла, Асклепія, Ясона. Інший міфологічний кандидат у прототипи сузір'я — кентавр Фол, випадково підстрелений Гераклом отруєною стрілою під час його п'ятого подвигу.
Сузір'я включене до каталогу зоряного неба Клавдія Птолемея «Альмагест».

## Зорі
У Центаврі знаходиться потрійна зоряна система Альфа Центавра, яка складається з яскравої подвійної зорі та гравітаційно пов'язаного з нею червоного карлика Проксима Центавра. Проксима є найближчою до Сонця зорею.
Друга за яскравістю зоря сузір'я — Ходар (β Центавра) 0,6 m.

## Об'єкти далекого космосу
Центавр містить ω Центавра (NGC 5139) — об'єкт, який має позначення зорі, але нею не є. Насправді, це найяскравіше і найбільше у Чумацькому Шляху кулясте скупчення.
Близька до нас лінзоподібна галактика, радіоджерело Центавр А (NGC 5128), еліптична галактика ESO 325-G004, і спіральна галактика NGC 4444 всі розташовані в цьому сузір'ї.
У цьому сузір'ї розташована також Туманність Бумеранг.